# Josy Verdonkschot
Josy Verdonkschot (Schaesberg, 29 september 1956) is een Nederlandse roeicoach.

## Levensloop
Verdonkschot groeide op in Limburg en ging in 1974 in Amsterdam studeren. Hij ging roeien bij ASR Nereus en was een redelijke wedstrijdroeier. Zijn beste prestatie was een derde plaats in 1983 bij een jaarlijkse grote internationale wedstrijd in Luzern. Na zijn actieve roeicarrière werd hij bij Nereus actief als coach van verschillende ploegen. Vanaf 1996 werkte hij bij de Koninklijke Nederlandse Roeibond, aanvankelijk naast zijn bezigheden als roeicoach, later volledig. In deze periode behaalde zijn ploegen onder andere 9 medailles tijdens Wereldkampioenschappen en op de Olympische Spelen
De KNRB schoof Verdonkschot in 2006 aan de kant ten faveure van René Mijnders. Zo werd hem gebrek aan leiderschap verweten. De Koninklijke Belgische Roeibond nam hem in aanloop naar de Olympische Spelen in Peking in dienst. Zijn pupil Tim Maeyens werd  vierde in de skiff.  Hij begeleidde tijdens de Spelen ook het Nederlands duo Kirsten van der Kolk en Marit van Eupen, dat goud won in de lichte twee. In november 2008 stopte Verdonkschot in België. In februari 2009 kreeg hij een aanstelling bij de Italiaanse roeifederatie waar hij aan de slag ging als coach van de vrouwen.
Verdonkschot keerde in mei 2013 terug bij de Nederlandse roeibond. Hij was de architect van de lichte twee, bestaande uit Maaike Head en Ilse Paulis die tijdens de Olympische Spelen in Rio de Janeiro goud wonnen. Tijdens de Olympische Zomerspelen in Tokio in juli 2021 testte Verdonkschot positief op Corona. Doordat hij tien dagen in quarantaine moest kon hij de roeiers niet bijstaan.
Verdonkschot stapte na de Spelen in 2021 op bij de roeibond vanwege een conflict over de nieuwe coachstructuur, waarbij zijn rol kleiner zou worden. Eind 2021 kwam Verdonkschot in dienst van de Amerikaanse roeibond, waar hij de Amerikanen moet klaarstomen voor de Olympische Spelen in 2028 in Los Angeles.

## Persoonlijk
Verdonkschot trouwde in 2009 met zijn voormalige roeileerling Marit van Eupen.